# Tschaldiran
Tschaldiran oder Tschaldoran (persisch چالدران Tschāldirān, DMG Čāldirān, auch سيه چشمه, DMG Siyah-Češme, historisch auch قره عینی, DMG Qarah ‘Ainī, zu Deutsch Schwarze Quelle) ist eine Stadt im Norden der iranischen Provinz West-Aserbaidschan. 2012 hatte Tschaldiran über 47.000 Einwohner.
Am 23. August 1514 fand hier die Schlacht bei Tschaldiran statt.
In der Nähe der Stadt liegt das armenisch-apostolische Kloster Sankt Thaddäus, das auch unter dem volkstümlichen Namen Schwarze Kirche (persisch قره كليسا, DMG Qarah Kelīsā) bekannt ist.
In der türkischen Provinz Van gibt es einen gleichnamigen Landkreis Çaldıran.